# Hepat Corona
L'Hepat Corona è una struttura geologica della superficie di Venere.